# Hydropsyche demavenda
Hydropsyche demavenda là một loài Trichoptera trong họ Hydropsychidae. Chúng phân bố ở miền Cổ bắc.